# سیارک ۲۲۱۶۱
سیارک ۲۲۱۶۱ (به انگلیسی: 22161 Santagata، نامگذاری:2000WR123) بیست و دو هزار و صد و شصت و یکمین سیارک کشف شده‌است که در ۲۹ نوامبر ۲۰۰۰ کشف شد.
قدر مطلق سیارک برابر ۱۴.۱ است.